# 雄神村 (富山県)
雄神村（おがみむら）は、かつて富山県東礪波郡にあった村。村名は雄神荘、雄神川、式内雄神社などの古名による。

## 沿革
- 1889年（明治22年）4月1日 - 町村制の施行により、礪波郡庄金剛寺村、三谷村及び井栗谷村の区域の一部の区域をもって、礪波郡雄神村が発足する。
- 1896年（明治29年）3月29日 - 郡制の施行のため、礪波郡が分割して、東礪波郡が発足により、東礪波郡に所属となる。
- 1952年（昭和27年）6月1日 - 東礪波郡青島村、東山見村、雄神村及び種田村が合併して、東礪波郡庄川町が発足する。